# Marc Mézard

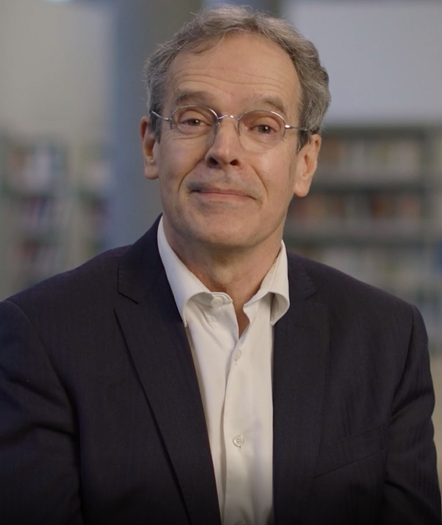
Marc Mézard, 2022

Marc Mézard (* 29. August 1957 in Aurillac) ist ein französischer theoretischer Physiker, der sich mit statistischer Mechanik ungeordneter Systeme und speziell Spin-Gläsern befasst. Vom 19. April 2012 bis 16. März 2022 war er Direktor der École normale supérieure-PSL von Paris (ENS-PSL).

## Laufbahn
Mézard studierte ab 1976 Physik an der ENS, die er 1978 mit dem Diplôme d’études approfondies (DEA) und 1980 mit der Agrégation abschloss. Ebenfalls 1980 wurde er mit der Arbeit (Thèse de 3ème cycle) über „inklusive Observable bei inelastischer Neutrinostreuung“ promoviert. Ab 1981 forschte er beim  Centre national de la recherche scientifique (CNRS). 1984 folgte der zweite Teil der französischen Promotion (Thèse d’État) über die Molekularfeldtheorie von Spingläsern. 1990 wurde er Forschungsdirektor des CNRS am Labor für statistische Physik der ENS. Ab 2001 war er am Labor für theoretische Physik und statistische Mechanik (LPTMS) der Universität Paris-Süd, dessen Direktor er wurde. Seit 1987 ist er außerdem Professor (Chargé de cours) an der École polytechnique. 2012 wurde er der 29. Direktor der ENS. Zudem ist er Chefredakteur des Journal of Statistical Mechanics: Theory and Experiment.
Mézard war Gastprofessor an der Universität La Sapienza in Rom (1984–1986), am Kavli Institute for Theoretical Physics der University of California, Santa Barbara und am Mathematical Sciences Research Institute (MSRI) der University of California, Berkeley.
Neben ungeordneten Systemen und Spingläsern befasst er sich mit neuronalen Netzen (deren Theorie teilweise mit der der Spingläser verwandt ist), mit der Physik von Gläsern, der kombinatorischen Optimierung, der Informationstheorie, der Theorie von Biopolymeren und der Ökonophysik.

## Auszeichnungen
Marc Mézard erhielt die Bronze- und Silbermedaille des CNRS (1985 und 1990), den Prix Ampère (1996) und den Gay-Lussac-Humboldt-Preis (2009). Für 2016 wurde ihm der Lars-Onsager-Preis zugesprochen, für 2021 der Prix des trois physiciens.

## Schriften
- mit Andrea Montanari Information, Physics, and Computation, Oxford University Press 2009
- mit Giorgio Parisi, Miguel Virasoro Spin Glass Theory and Beyond, World Scientific 1987